# Die bösen Buben
Die bösen Buben ist ein deutsches Stummfilm-Lustspiel von Richard Löwenbein aus dem Jahre 1915 mit Ernst Mátray und Else Eckersberg in einer Doppelrolle.

## Handlung
Die „bösen Buben“ sind zwei unzertrennliche Freunde, die allerdings nur Unsinn im Kopf haben. Diesmal stehen sie in Konkurrenz zueinander um das Herz einer jungen Dame, die sich auf der Suche nach ihrem Zukünftigen eine ziemlich lustige und zugleich absurde Idee einfallen ließ: Sie band ein Zettelchen mit ihrem Foto an den Fuß einer Taube und ließ selbige fliegen. Derjenige, der die Taube findet, könne sich berechtigte Hoffnungen auf das Herz der jungen Dame machen. 
Die „bösen Buben“ erlegen den Vogel kurzerhand und machen sich sogleich auf die Suche nach der Besitzerin. Als junge Damen verkleidet, dringen sie in das Mädchenpensionat ein, in dem die junge Frau wohnen soll. Wie nun einer von ihnen Else Eckersberg und „der andere die Schwester des schalkhaften Mädchens zur Frau erhält, bildet die weitere, stellenweise zwerchfellerschütternde Fortsetzung des Films“.

## Produktionsnotizen
Die bösen Buben entstand im Frühling 1915 im Greenbaum-Film-Atelier in Berlin-Weißensee, passierte im August desselben Jahres die Filmzensur und wurde wohl wenig später uraufgeführt. Das Lustspiel besaß drei Akte.
Die bösen Buben kann thematisch als Variation des Lustspiels Eine Lausbubengeschichte gelten, das dasselbe Team (Produzent Greenbaum, Hauptdarsteller Eckersberg und Mátray) kurz zuvor gedreht hatte.

## Kritik
„‚Die bösen Buben‘ … ist eine heitere Pensionatsgeschichte… Erwähnt sei, dass Else Eckertsberg [sic!] in einer Doppelrolle erscheint … Eine Szene, in der man die Trägerin der Doppelrolle in ihren beiden Rollen gleichzeitig sieht, ist außerordentlich geschickt und verblüffend gemacht. Dieser Trick gibt dem Film einen unsagbaren humoristischen Schluß.“